# ハル島 (オーストラリア・クイーンズランド州)
オーストラリアのクイーンズランド州のハル島（英語、Hull Island）とは、オーストラリア大陸北東岸の太平洋に存在する、ノーサンバーランド諸島を構成する無人島。なお、同国には他にも同名の島が存在する。

## 地理
ハル島は南緯21度27分56秒、東経149度分53秒00付近に位置しており

、この場所はオーストラリア北東部クイーンズランド州の北東端部に当たる。そして、この島や付近の島々はノーサンバーランド国立公園に指定されている

。
ハル島はノーサンバーランド諸島を構成する島であり、付近の海域には他に幾つも島々が存在する。ノーサンバーランド諸島はグレート・バリア・リーフの一部である。

## 主要参考文献
- Geoscience Australia提供、place-names （「Hull Island」と入力してEnterを押し、その後出てきた選択肢の「HULL ISLAND (QLD)」をクリックすること） （ID:QLD16423）

座標: 南緯21度27分56秒 東経149度53分00秒 / 南緯21.46556度 東経149.88333度